# Rafiq Aliyev
Rafiq Aliyev (en azeri : Rafiq Hacıbaba oğlu Əliyev; né le 14 novembre 1949 à Merdinli, district de Karyaguin (actuellement Fuzuli) et mort le 16 avril 2020 à Bakou) est un acteur de théâtre et de cinéma azerbaïdjanais et soviétique, directeur de théâtre, producteur. Artiste du peuple d'Azerbaïdjan.

## Biographie
Après avoir été terminé l'école en 1968, il entre à la Faculté de culture et d'éducation de l'Institut national de la culture de Leningrad N.K. Kroupskaïa.
En 1971-1974, il sert dans la flotte de la mer Noire de la marine de l'URSS. En 1974, il entre à la Faculté de comédie musicale de l'Institut national des arts d'Azerbaïdjan M. A. Aliyev.

## Carrière d'acteur
Depuis 1976, il est acteur au Théâtre de la jeunesse d'Azerbaïdjan. Pendant 30 ans de carrière théâtrale il crée un certain nombre de rôles.
Il joue dans plus de vingt longs métrages, dont ceux tournés au studio de cinéma d'Azerbaïdjan.
Depuis 1994, il travaille comme metteur en scène au Théâtre des jeunes spectateurs d'Azerbaïdjan.

## Activité pédagogique
En plus des activités théâtrales et cinématographiques, pendant de nombreuses années, il enseigne et donne des conférences à l'Université d'État de la culture et des arts d'Azerbaïdjan.
En mai 2004, lors de la conférence de l'Union des travailleurs de théâtre de l'Azerbaïdjan , il est élu vice-président de l'Union pour les affaires créatives (2007).

## Distinctions
- Lauréat du Prix national d'État Humay (2005)
- Artiste émérite de la RSS d'Azerbaïdjan (1990)
- Artiste du peuple d'Azerbaïdjan (2007)